# Chamaexeros serra
Chamaexeros serra är en sparrisväxtart som först beskrevs av Stephan Ladislaus Endlicher, och fick sitt nu gällande namn av George Bentham. Chamaexeros serra ingår i släktet Chamaexeros och familjen sparrisväxter. Inga underarter finns listade i Catalogue of Life.